# Climax!

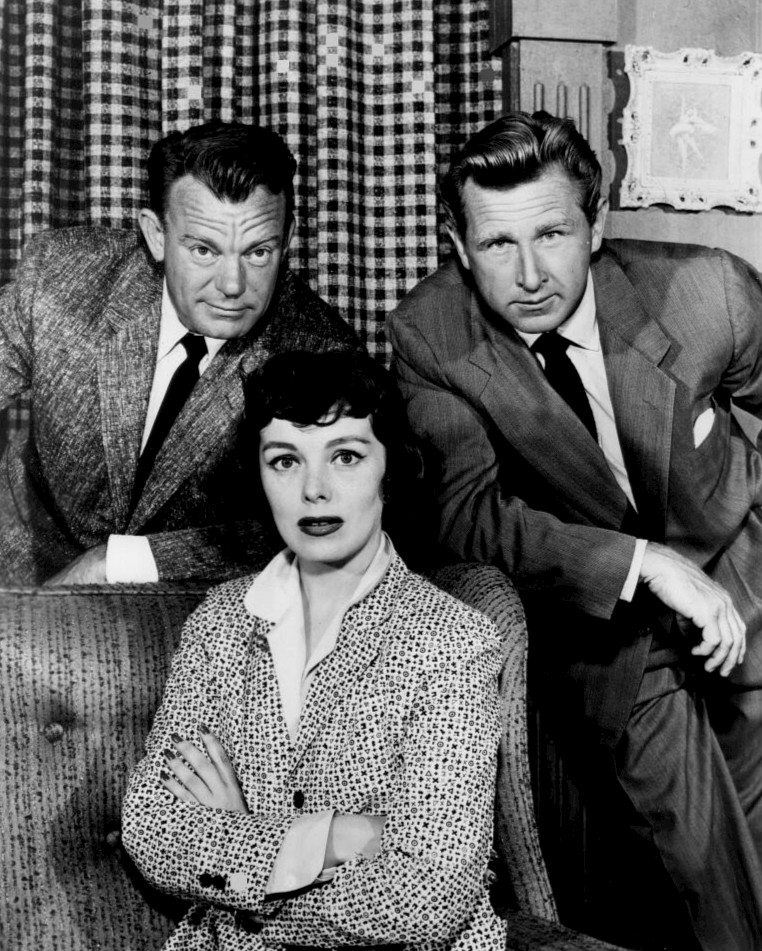
Foto del episodio de la primera temporada Edge of Terror: Dennis O'Keefe, Phyllis Kirk y Lloyd Bridges.

Climax! o Climax Mystery Theater fue un programa de la televisión estadounidense CBS que se emitió desde 1954 hasta 1958. Era un programa de antología de suspenso y misterio de una hora de duración. 
Entre otros grandes éxitos del programa, es conocido y comentado uno de sus primeros capítulos: Casino Royale, que es una adaptación autorizada de la primera novela escrita por Ian Fleming.

## Episodios
| - The Long Goodbye - The Thirteenth - Sorry, Wrong Number - The Gioconda Smile - The After House - An Error in Chemistry - Epitaph For a Spy - The White Carnation - Nightmare in Copenhagen - The Bigger They Come - Escape From Fear - The Mojave Kid - The Leaf Out of the Book - The Valiant Men - The Box of Chocolates - South of the Sun - The Great Impersonation - The Darkest Hour - The Champion - Private Worlds - Flight 951 - The First and the Last - The Deliverance of Sister Cecilia - No Stone Unturned - A Farewell to Arms - The Unimportant Man - The Dark Fleece - To Wake at Midnight - The Dance - Wild Stallion - The Escape of Mendes-France - The Healer - Dr. Jekyll and Mr. Hyde - One Night Stand - Edge of Terror - Fear Strikes Out - Deal A Blow - The Adventures of Huckleberry Finn - Public Pigeon #1 - Silent Decision - Night of Execution - Sailor On Horseback - Thin Air - House of Shadows - The Pink Cloud - Scheme to Defraud - A Promise to Murder - Portrait in Celluloid - A Man of Taste - The Passport - The Day They Gave the Babies Away - Bailout at 43,000 Feet - The Prowler - The Hanging Judge - The Secret of River Lane - Gamble on a Thief - The Fifth Wheel - Nightmare By Day - The Sound of Silence - The Louella Parsons Story - Pale Horse, Pale Rider - An Episode of Sparrows - Spin Into Darkness - The Lou Gehrig Story - Sit Down With Death - The Empty Room Blues - Flame-Out on T-6 - The Shadow of Evil - Figures in Clay - Faceless Adversary - To Scream at Midnight - The Circular Staircase - A Trophy For Howard Davenport - Phone Call For Matthew Quade - Fear is the Hunter - Fury At Dawn - The Man Who Lost His Head - Child Of The Wind - No Right to Kill - The 78th Floor - Throw Away the Cane - Dark Wall - Bury Me Later - Burst of Violence - The Garsten Case - The Fog - Island in the City - Journey Into Fear - The Midas Touch - Night of the Heat Wave - Flight to Tomorrow - Night Shriek - The Chinese Game - The Secret Thread - Savage Portrait - Strange Hostage - Ten Minutes to Curfew - Carnival at Midnight - The Gold Dress - Circle of Destruction - The Trouble at Number 5 - The Stalker - Stain of Honor - The Long Count - And Don't Ever Come Back - Night of a Rebel - Let It Be Me - Strange Sanctuary - Don't Touch Me - Mad Bomber - Avalanche at Devil's Pass - Strange Deaths at Burnleigh - Bait for the Tiger - The Hand of Evil - The Disappearance of Amanda Hale - Mr. Runyon of Broadway - The Man Who Stole the Bible - A Taste for Crime - The Trial of Captain Wirtz - False Witness - Payment for Judas - Walk a Tightrope - The High Jungle - The Giant Killer - Trail of Terror - Murder is a Witch - The Stranger Within - Deadly Climate - Trial By Fire - The Secret of the Red Room - Necessary Evil - Along Came a Spider - Jacob and the Angels - Mask For The Devil - The Largest City in Captivity - Tunnel of Fear - Keep Me In Mind - Two Tests on Tuesday - A Matter Of Life and Death - Murder Has A Deadline - The Devil's Brood - Hurricane Diane - To Walk the Night - Shadow of a Memory - Scream in Silence - Thieves of Tokyo - Sound of the Moon - Burst of Fire - Four Hours in White - The Secret Love of Johnny Spain - Albert Anastasia, His Life and Death - The Thief With the Big Blue Eyes - So Deadly My Love - The Great World and Timothy Colt - On the Take - The Volcano Seat - Shooting for the Moon - The Deadly Tattoo - The Big Success - The Disappearance of Daphne - Time of the Hanging - The Push-Button Giant - Spider Web - House of Doubt - Cabin B-13 |